# Мартин, Ларри
Ларри Дин Мартин (англ. Larry Dean Martin; 8 декабря 1943 — 9 марта 2013) — американский палеонтолог. Куратор Музея естественной истории и Центра исследований биоразнообразия Канзасского университета. Среди его достижений — исследования триасовой рептилии Longisquama и теропод (или птиц) Caudipteryx и Dakotaraptor. Он был ведущим противником теории о том, что птицы — это живые динозавры. Он также появился в нескольких телевизионных документальных фильмах о динозаврах, в том числе в фильме «Бойцовский клуб юрского периода» (Jurassic Fight Club).
9 марта 2013 года он умер от рака в возрасте 69 лет.